# Macaco-prego-das-guianas
Macaco-prego-das-guianas (Sapajus apella) é uma espécie de macaco-prego, um macaco do Novo Mundo da família Cebidae e gênero Sapajus. É a espécie-tipo, Simia apella do subgênero Sapajus, e todas as espécies de macacos-pregos já foram incluídas numa única, Cebus apella, de acordo com a classificação de Hill (1960). Groves (2001) considerou quatro espécies de macacos-pregos, e a então considerada Cebus apella possui as seguintes subespécies:
- C. a. apella
- C. a. fatuellus
- C. a. macrocephalus
- C. a. margaritae
- C. a. peruanus
- C. a. tocantinus

Silva Jr (2001) considerou as espécies de macacos-prego da Amazônia como duas: uma do oeste amazônico, Sapajus macrocephalus; e uma do leste, Sapajus apella. Alguns estudos genéticos sugerem que essas duas espécies não são separadas. São reconhecidas duas subespécies de S. apella: S. a. apella e S. a. margaritae.
A espécie ocorre em floresta do centro-leste da Colômbia, sul da Venezuela, Guianas e Brasil, com os limites norte definidos pelo rio Orinoco e os limites sul, sudeste e leste pela própria Floresta Amazônica, ocorrendo na Zona dos Cocais no Maranhão. Os limites oeste são pouco definidos, mas, provavelmente, é por meio do interflúvio do rio Negro e rio Solimões. A subespécie S. a. magaritae é endêmica da ilha de Margarita, no litoral venezuelano. Habita todos os tipos de floresta em sua área de distribuição geográfica.
Os machos possuem entre 38 e 46 cm de comprimento, e a cauda tem entre 38 e 39 cm; pesam entre 2,3 e 4,8 kg. As fêmeas pesam entre 1,3 e 3,4 kg. A pelagem é comprida e densa, com o tronco tendo uma coloração marrom escura, com as partes ventrais avermelhadas ou amareladas. Os membros, o topete e a cauda são pretos. A subespécie da ilha de Margarita é mais escura e possui as partes externas dos membros de cor amarelo pálida.

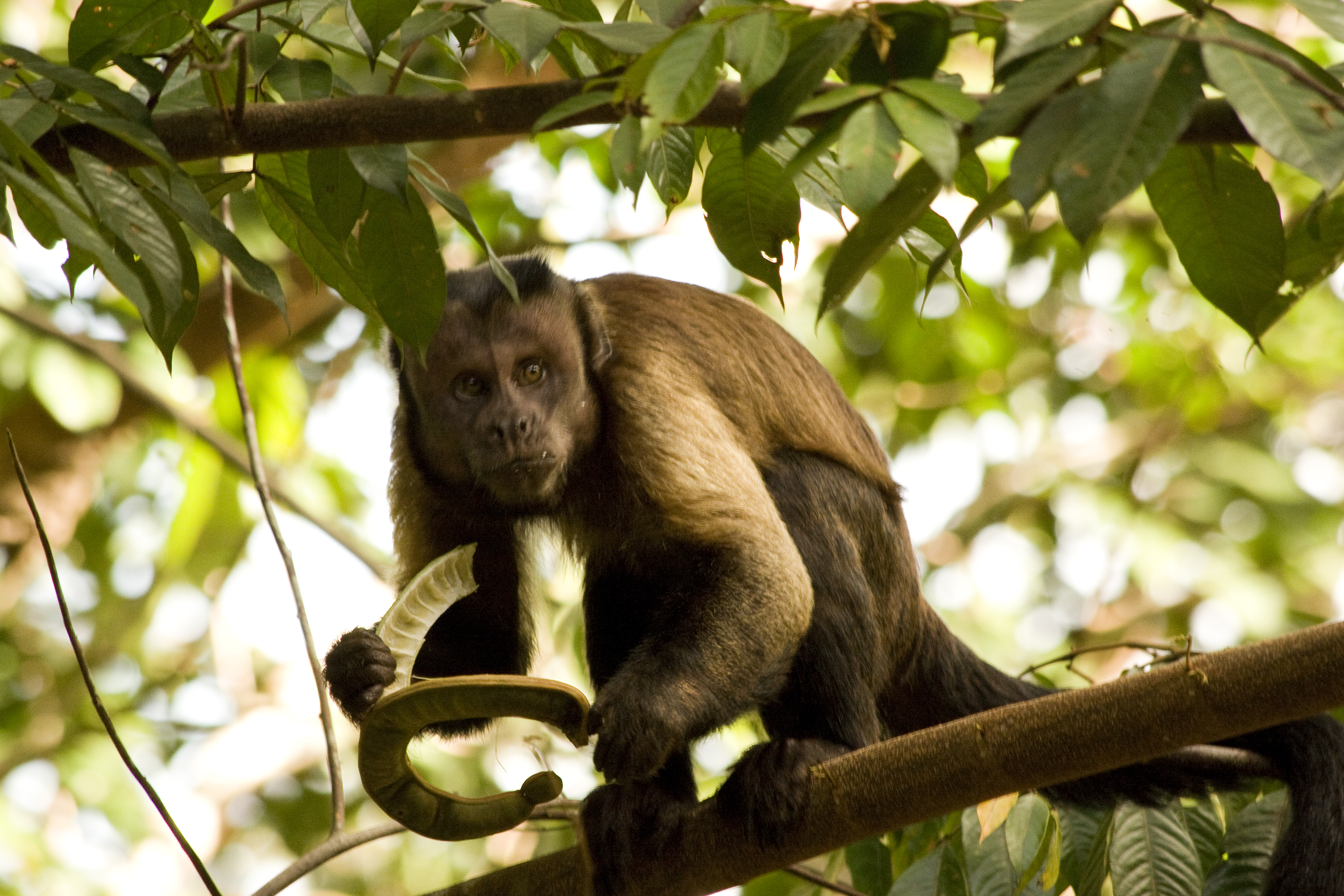
S. apella na Guiana Francesa.

Alimenta-se predominantemente de frutos e sementes, mas também preda pequenos vertebrados. As espécies das famílias Arecaceae, Moraceae, Fabaceae e Sapotaceae são comumente consumidas. Os grupos possuem entre 10 e 20 indivíduos, mas na ilha de Margarita os grupos têm entre 4 e 6 indivíduos, e os territórios são grandes, tendo entre 355 e 850 hectares. A gestação é de cerca de 155 dias, e o ciclo estral de 20,8 dias. O filhote tem cerca de 210 g quando nasce. A maturidade sexual é alcançada com 5 anos de idade, e os machos só se reproduzem quando asseguram posições elevadas na hierarquia.

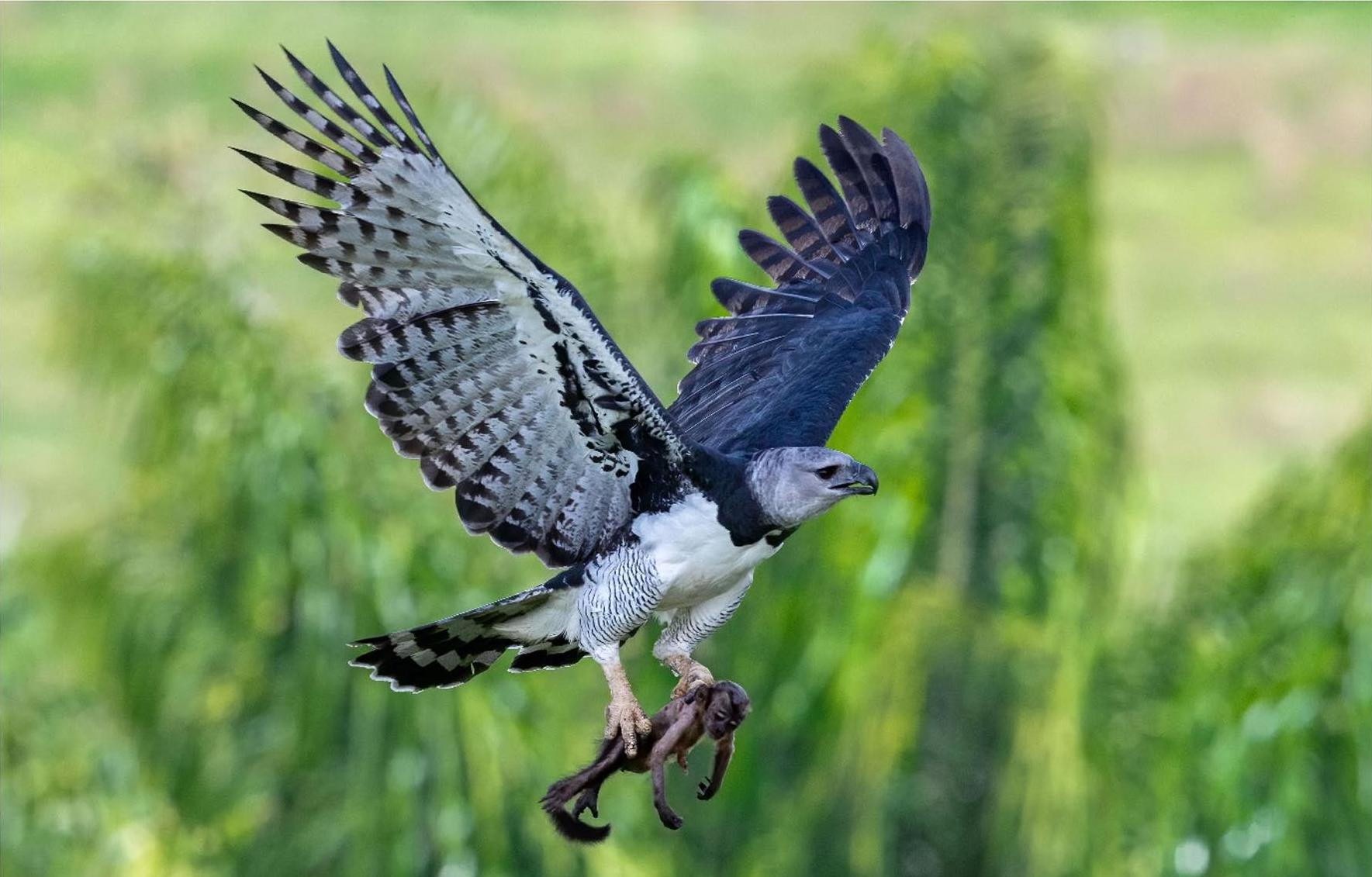
Macacos-prego são um item importante da dieta da harpia.

A espécie não é considerada como em risco de extinção e a IUCN a lista como "pouco preocupante". Somente a subespécie da ilha de Margarita é listada como "criticamente em perigo", e as estimativas não apontam para mais de 300 indivíduos em liberdade. Apesar de ser intensamente caçado, possui distribuição ampla e ocorre em inúmeras áreas remotas e intocadas da Amazônia. A subespécie S. a. margaritae ocorre no Parque Nacional Cerro El Copey (7130 ha) e no Monumento Natural Cerro Matasiete y Guayamuri (1672 ha). A subespécie S. a. apella ocorre em muitas unidades de conservação, no Brasil (como a Reserva Biológica Gurupi e o Parque Nacional Montanhas do Tumucumaque) e nas Guianas (como o Parque Nacional Kaieteur).